# Filipe Luís
Filipe Luís, mit vollem Namen Filipe Luís Kasmirski (* 9. August 1985 in Jaraguá do Sul), ist ein ehemaliger brasilianischer Fußballspieler und aktiver Fußballtrainer. Er steht bei Flamengo Rio de Janeiro unter Vertrag. Zuvor hatte er unter anderem für den Figueirense FC, in Spanien für Deportivo La Coruña, in England für den FC Chelsea und wiederum in Spanien für Atlético Madrid gespielt. Luís war brasilianischer Nationalspieler und nahm an der Weltmeisterschaft 2018 in Russland teil, 2019 gewann er mit der „Seleção“ die Copa América 2019 im eigenen Land.

## Familie
Luís’ Großeltern stammen aus Italien (beide Großmütter), Polen (Großvater väterlicherseits) und Österreich (Großvater mütterlicherseits).
Luís ist mit einer Spanierin verheiratet. Das Paar hat eine Tochter sowie zwei Söhne.

## Karriere

### Verein

#### Anfang in Brasilien
Der aus dem Bundesstaat Santa Catarina im Süden Brasiliens stammende Abwehrspieler Filipe Luís, dessen Lieblingsverein in seiner Kindheit Flamengo Rio de Janeiro war, startete als siebenjähriger als Futsalspieler auf kommunaler Ebene in seiner Heimatstadt. Mit 14 Jahren kam er zum Figueirense FC um seine Laufbahn in dessen Nachwuchsbereich zu starten. 2003 und 2004 gewann Filipe Luís mit der ersten Mannschaft von Figueirense FC die Staatsmeisterschaft von Santa Catarina.

#### Erfolglose Anfänge in Europa (2004 bis 2006)
In der Saison 2004/05 wechselte der damals 18-jährige leihweise in die Niederlande zu Ajax Amsterdam. In der niederländischen Hauptstadt kam Luís nicht zurecht und es wurde ihm fehlende Professionalität attestiert. Obwohl er für die Amsterdamer in keinem Pflichtspiel zum Einsatz gekommen war, habe der Verein ihm geholfen, taktische Aspekte des Spiels zu lernen und habe seine Karriere unterstützt, wobei er mit Spielern wie Rafael van der Vaart oder Wesley Sneijder trainieren durfte.
Im August 2005 wurde Luís vom uruguayischen Verein Club Atlético Rentistas verpflichtet, die eine Partnerschaft mit seinem Agenten Juan Figer unterhielten. Kurze Zeit später wurde er nach Spanien an Real Madrid verliehen, wobei er die gesamte Saison im B-Team in der zweiten Liga verbrachte. Eine Festverpflichtung scheiterte an hohen Ablöseforderungen von Club Atlético Rentistas. Seine Zeit sowohl bei Ajax als auch bei Real Madrid Castilla beschreibt Luís mit folgenden Worten: „Ich hatte Momente, in denen ich mehr weggegangen bin und getrunken habe, als ich vielleicht gesollt hätte. Zum Glück hat mich mein Vater zurück auf den richtigen Weg gebracht.“

#### Durchbruch in La Coruña und Erfolge mit Atlético Madrid (2006 bis 2014)
Im August 2006 wechselte Luís leihweise mit Kaufoption zu Deportivo La Coruña. In seiner ersten Saison erhielt er nicht viele Einsätze, doch durch eine Klausel wurde die Leihe um ein weiteres Jahr verlängert. Nachdem zur Saison 2007/08 Joan Capdevila Deportivo verlassen hatte, eroberte sich Luís einen Stammplatz. Am 10. Juni 2008 wurde er fest verpflichtet und er unterschrieb einen Fünfjahresvertrag. In der Saison 2008/09 war er der einzige Feldspieler von Deportivo, der in allen 38 Partien zum Einsatz kam. Dabei erzielte er zwei Tore. Am 23. Januar 2010 verletzte sich Luís während des 3:1-Heimsieges gegen Athletic Bilbao an seinem linken Wadenbein; zu diesem Zeitpunkt kam er während der Saison in allen Partien zum Einsatz und Deportivo La Coruña stand auf dem vierten Platz. Vier Monate später kam er beim 1:0-Sieg gegen RCD Mallorca zum Einsatz und bereitete das Tor von Riki vor; die Galicier belegten zum Ende der Saison den zehnten Platz. Bei Deportivo La Coruña eignete er sich in vier Jahren Professionalität an und konzentrierte sich auf Fußball.
Im Juli 2010 wechselte Luís für eine Ablösesumme zwischen 12 und 13,5 Millionen Euro zu Atlético Madrid und unterzeichnete einen Fünfjahresvertrag. Sein Debüt gab er am 26. September 2010 im Heimspiel gegen Real Saragossa, in dem er den 1:0-Siegtreffer seines Landsmannes Diego Costa vorbereitete und anschließend zum Mann des Spiels gekürt wurde. In seiner ersten Saison kämpfte Luís mit Antonio Lopez um einen Stammplatz. Er gewann mit Atlético die UEFA Europa League 2011/12, den UEFA-Superpokal 2012, die Copa del Rey 2012/13 und spielte in der Saison 2013/14 in der UEFA Champions League. In der Liga war er Teil einer Abwehr, die in 38 Saisonpartien nur 26 Gegentore kassierte, und trug somit zum ersten Meistertitel seit 1996 bei. In der UEFA Champions League kam er in zehn Partien zum Einsatz und erreichte mit Atlético Madrid das Finale, das sie gegen den Stadtrivalen Real Madrid mit 1:4 nach Verlängerung verloren. Im gleichen Sommer wurde Luís neben seinem Landsmann und Mannschaftskollegen João Miranda sowie Sergio Ramos zum besten Abwehrspieler der Primera División gewählt. Bei Atlético Madrid stieg Luís zu einem als „Weltklasse“ geltenden Linksverteidiger auf.

#### Erfolgloses Intermezzo beim FC Chelsea (2014 bis 2015)
Zur Saison 2014/15 wechselte Filipe Luís für 20 Millionen Euro (15,8 Millionen Pfund) in die Premier League zum FC Chelsea. Er unterschrieb einen Dreijahresvertrag, erhielt die Rückennummer 3 und ersetzte den zur AS Rom abgewanderten Ashley Cole. Luís debütierte am 30. August 2014 beim 6:3-Auswärtssieg gegen den FC Everton, als er sieben Minuten vor Schluss für Eden Hazard eingewechselt wurde. Sein einziges Tor für den FC Chelsea erzielte er am 16. Dezember 2014 beim 3:1-Sieg gegen Derby County im Viertelfinale des FA Cups mit einem Freistoß aus 25 Metern. Luís' direkter Konkurrent César Azpilicueta kam im gewonnenen Finale gegen Tottenham Hotspur zum Einsatz und wurde mit der Mannschaft englischer Meister.

#### Zweite Periode bei Atlético Madrid (2015 bis 2019)
Am 28. Juli 2015 kehrte Luís zu Atlético Madrid zurück und unterschrieb einen Vierjahresvertrag. Am 30. Januar 2016 wurde er in der ersten Halbzeit während einer 1:2-Niederlage beim FC Barcelona nach einem Foul an Lionel Messi vom Platz gestellt und wurde für drei Spiele gesperrt; ungeachtet dessen blieb er weiterhin Stammspieler. Im Mai 2016 stand Luís erneut mit Atlético Madrid im Finale der UEFA Champions League und verlor nach Elfmeterschießen erneut gegen Real Madrid. Am 15. März 2018 zog sich Luís im Achtelfinale der UEFA Europa League 2017/18 im Rückspiel gegen Lokomotive Moskau einen Bruch des Wadenbeins zu und sollte damit sowohl den Rest der Saison als auch die Weltmeisterschaft 2018 in Russland verpassen, konnte sich allerdings nach zwei Monaten fit melden. Zum Ende der Saison 2018/19 verließ Filipe Luís den Verein.

#### Rückkehr nach Brasilien (seit 2019)
Im Juli 2019 kehrte Filipe Luís nach Brasilien zurück und schloss sich Flamengo Rio de Janeiro an. Er unterzeichnete einen Vertrag mit einer Laufzeit bis Dezember 2021, der dann um ein weiteres Jahr verlängert wurde. Am 4. August 2019, dem 13. Spieltag der Série A 2019 bestritt er sein erstes Pflichtspiel für Flamengo. Mit dem Klub gewann er am 23. November 2019 die Copa Libertadores 2019. Einen Tag später fiel in der brasilianischen Meisterschaft der Série A 2019 die Vorentscheidung zu Gunsten von Flamengo und Filipe Luís konnte auch diesen Titel feiern. Der Titel konnte 2020 verteidigt werden. Am 19. Oktober 2022 konnte Filipe Luís mit dem Klub den Copa do Brasil 2022 gewinnen. Am 29. Oktober folgte der Sieg in der Copa Libertadores 2022. Ende November 2023 gab der Spieler sein offizielles Karriereende als Profispieler zum Ende der Série A 2023 im Dezember des Jahres bekannt.

### Nationalmannschaft
Mit der brasilianischen U21-Nationalmannschaft nahm Filipe Luís am Turnier von Toulon im Jahr 2004 teil und erreichte dort mit der Mannschaft den vierten Platz. Bei der Junioren-Fußballweltmeisterschaft 2005 mit der brasilianischen U20-Nationalmannschaft erreichte er den dritten Platz hinter Argentinien und Nigeria.
Am 15. September 2009 gab Luís unter Trainer Dunga beim torlosen Unentschieden im WM-Qualifikationsspiel in Campo Grande gegen Venezuela sein Debüt für die brasilianische A-Nationalmannschaft. In den folgenden dreieinhalb Jahren erhielt er keine Einladung zur Nationalmannschaft; erst am 6. Februar 2013 kam er unter Trainer Luiz Felipe Scolari zu seinem zweiten Einsatz, als er bei der 1:2-Niederlage im Wembley-Stadion in London gegen England eingewechselt wurde. Beim FIFA-Konföderationen-Pokal 2013 in Brasilien gehörte er zum Aufgebot, kam allerdings nicht zum Einsatz. Danach wurde Luís erneut für ein Jahr nicht nominiert und verpasste die WM-Endrunde 2014 in Brasilien. Nach der WM löste Dunga Scolari als Nationaltrainer ab und machte Luís zum Stammspieler auf der linken Abwehrseite. Bei der Copa América 2015 in Chile kam er in allen vier Partien der brasilianischen Mannschaft zum Einsatz; die brasilianische Elf schied im Achtelfinale im Elfmeterschießen gegen Paraguay aus. Ein Jahr später kam er bei der Jubiläumsausgabe der Copa América in den USA in allen drei Partien seiner Mannschaft zum Einsatz. Nach dem Ausscheiden der Mannschaft wurde Dunga entlassen und durch Tite ersetzt. Von ihm wurde Luís nach erfolgreicher WM-Qualifikation – er war in neun Spielen zum Einsatz gekommen – für den brasilianischen Kader für die Weltmeisterschaft in Russland nominiert. Dabei wurde Luís in zwei Spielen eingesetzt; Brasilien schied im Viertelfinale gegen Belgien aus. Unter Nationaltrainer Tite gehörte Filipe Luís auch zum Kader für die Copa América 2019 im eigenen Land und wurde mit der Mannschaft Sieger dieses Wettbewerbes. Dabei kam er in vier von sechs Partien zum Einsatz. Das im Elfmeterschießen gewonnene Viertelfinalspiel am 28. Juni 2019 in Porto Alegre gegen Paraguay war sein letzter Einsatz für die Nationalmannschaft.

### Trainer
Am 1. Oktober 2024 wurde bekannt, dass Filipe Luís neuer Trainer beim CR Flamengo in Rio de Janeiro wird. Der Klub hatte seinen Trainer Tite nach dem 28. Spieltag, auf Platz vier liegend und zwei Tage vor dem Halbfinalhinspiel im Copa do Brasil 2024 gegen Corinthians São Paulo, entlassen. Der Kontrakt erhielt eine Laufzeit bis Jahresende 2025. Am 10. November konnte er mit Flamengo den Titelgewinn im Copa do Brasil feiern. In den Finalspielen konnte Atlético Mineiro mit 3:1 und 1:0 besiegt werden.

## Erfolge

### Als Spieler
Atlético Madrid
- UEFA Europa League: 2011/12, 2017/18
- UEFA Super Cup: 2012, 2018
- Copa del Rey: 2012/13
- Spanische Meisterschaft: 2014

Chelsea
- Englischer Ligapokal: 2015
- Englischer Meister: 2015

Flamengo
- Copa Libertadores: 2019, 2022
- Brasilianischer Meister: 2019, 2020
- Supercopa do Brasil: 2020, 2021
- Taça Guanabara: 2020
- Recopa Sudamericana: 2020
- Staatsmeisterschaft von Rio de Janeiro: 2020
- Copa do Brasil: 2022

Nationalmannschaft
- FIFA-Konföderationen-Pokal: 2013
- Copa América: 2019

### Als Trainer
Flamengo
- Copa do Brasil: 2024
- Supercopa do Brasil: 2025
- Staatsmeisterschaft von Rio de Janeiro: 2025

## Auszeichnungen
- Prêmio Craque do Brasileirão Auswahlmannschaft: 2019[53]